# Гірський орел (фільм)
«Гірський орел» (англ. The Mountain Eagle; альтернативна назва нім. Der Bergadler) — англійський трилер режисера Альфреда Гічкока 1926 року. Фільм не зберігся.

## Сюжет
Петтігрю, овдовілий власник магазину одного з гірських містечок Кентуккі, закохується у вчительку Беатріс. Дівчина не відповідає йому взаємністю, і він у гніві звинувачує її в заграванні з його розумово відсталим сином Едвардом. Беатріс змушена одружитися з відлюдником Джоном «Страхом Божим» Фултоном, щоб втихомирити людські розмови. Поступово вона закохується у свого чоловіка і народжує сина. Петтігрю ховає свого сина Едварда і звинувачує Фултона в його вбивстві. «Страха Божого» ув'язнюють, але той втікає і разом з дружиною і сином шукає притулок в горах…

## У ролях
- Ніта Нальді — Беатріс
- Бернгард Ґецке — Петтігрю
- Малкольм Кін — Джон «Страх Божий» Фултон
- Джон Френк Гімілтон — Едвард Петтігрю
- Фердинанд Мартіні